# SICAV monétaire
Les SICAV monétaires sont des SICAV investies sur les placements monétaires.
Les SICAV monétaires sont des placements caractérisés par une grande stabilité du capital, une régularité dans la croissance de la valeur, une sortie possible à tout moment.
Elles sont composées principalement :
- de titres de créances négociables (TCN) à court terme et de bons du Trésor,
- d'obligations à court terme, (obligations proches de leur échéance, donc peu exposées à des variations en valeur) à taux fixe ou variable.

Les SICAV monétaires sont adaptées pour placer des excédents de trésorerie ou des capitaux en attendant de pouvoir les utiliser, sur une très courte durée avec un risque faible et une performance proche de celle du marché monétaire.
On distingue principalement :
- les SICAV monétaires « classiques » ou « régulières » : inférieures ou égales à 3 mois,
- les SICAV monétaires « dynamiques » : jusqu'à 2 ans.

Selon la durée des produits qui composent chaque SICAV monétaire, celle-ci sera plus ou moins sensible aux variations des taux du Marché Monétaire. Pour les plus sensibles, une faible part de risque permet d'améliorer les espoirs de rendement.
La plus-value lors d'une cession des SICAV monétaires est imposée.